# Regioni della Norvegia

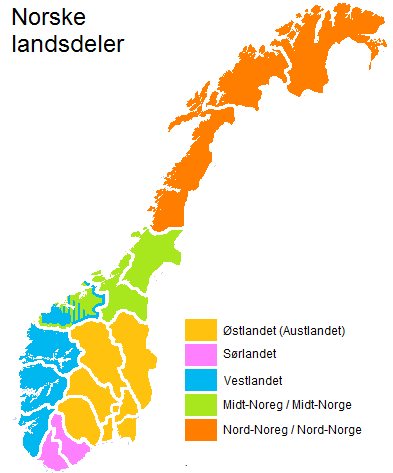
Le regioni della Norvegia

Le regioni della Norvegia (in norvegese: landsdeler) costituiscono una suddivisione di rilevanza esclusivamente storico-geografica e ammontano a 5; ciascuna di esse raggruppa più contee, i cui confini coincidono approssimativamente con quelli delle regioni,

## Lista
| Mappa | Regione                 | Popolazione (abitanti) | Superficie (km²) | Contee                                                                   |
| ----- | ----------------------- | ---------------------- | ---------------- | ------------------------------------------------------------------------ |
|       | Sørlandet               |                        |                  | - Agder                                                                  |
|       | Østlandet (Austlandet)  |                        |                  | - Østfold - Akershus - Buskerud - Innlandet - Oslo - Vestfold - Telemark |
|       | Vestlandet              |                        |                  | - Vestland - Møre og Romsdal - Rogaland                                  |
|       | Trøndelag               |                        |                  | - Trøndelag                                                              |
|       | Nord-Norge (Nord-Noreg) |                        |                  | - Troms - Finnmark - Nordland                                            |

- La regione di Trøndelag è talvolta designata anche come Norvegia Centrale (Midt-Norge/Midt-Noreg), la quale tuttavia comprenderebbe anche la contea di Møre og Romsdal.